# Mistrzostwa Europy w Pływaniu 1927 – 100 m stylem dowolnym mężczyzn
Pływanie na 100 metrów stylem dowolnym mężczyzn było jedną z konkurencji pływackich rozgrywanych na Mistrzostwach Europy w Pływaniu w Bolonii. Znane są jedynie wyniki wyścigu finałowego. Złoto zdobył Szwed Arne Borg, zdobywca srebrnego medalu na tym dystansie z I Mistrzostw Europy w Pływaniu z 1926 roku. Srebro zdobył obrońca tytułu mistrzowskiego Węgier István Bárány, zaś trzecie – obrońca złotego medalu w sztafecie 4 × 100 metrów stylem dowolnym Niemiec August Heitmann. 

## Finał
| Pozycja | Zawodnik         | Czas   |
| ------- | ---------------- | ------ |
|         | Arne Borg        | 1:00,0 |
|         | István Bárány    | 1:03,2 |
|         | August Heitmann  | 1:03,4 |
| 4       | Herbert Heinrich | 1:04,8 |
| 5       | Emilio Polli     | 1:05,2 |
| 6       | Georg Werner     | 1:05,4 |